# Ana-Maria Pauletta
Ana-Maria Virginia Pauletta (Curaçao, 2 november 1978) is een Curaçaos politica namens de Partido Alternativa Real (PAR). Zij was van 3 juni 2020 tot 11 mei 2021 voorzitter van de Staten van Curaçao. 
Ana-Maria Pauletta groeide op in Otrobanda. Na de middelbare school ging zij studeren aan de Universiteit van Curaçao, waar ze een master in sociaal werk behaalde. Vervolgens was zij werkzaam in de verslavingszorg bij Fundashon Maneho di Adikshon (FMA) en als reclasseringsambtenaar. Later werd zij directeur van de stichting Slachtofferhulp Curaçao (Fundashon Yudansa pa Víktima).
Bij de statenverkiezingen van 2016 debuteerde Pauletta op de PAR-lijst. Na de verkiezingen van 2017 en de formatie van het Kabinet-Rhuggenaath trad zij aan als statenlid en werd door de partij aangewezen tot  fractievoorzitter. Zij was tevens voorzitter van de vaste parlementaire commissie rijksaangelegenheden en interparlementaire relaties en buitenlandse betrekkingen. In 2019 diende zij namens de fractie een initiatiefwetsvoorstel in tegen grensoverschrijdend gedrag en seksuele intimidatie op de werkvloer. Op voordracht van de PAR werd Pauletta op 3 juni 2020 gekozen tot statenvoorzitter als opvolger van William Millerson, die om gezondheidsredenen zijn functie neerlegde. Haar opvolger als fractievoorzitter is Stephen Walroud.